# Joe Seneca

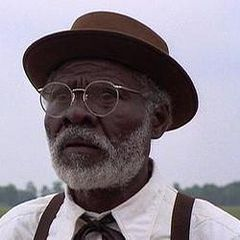
Joe Seneca

Joe Seneca (* 14. Januar 1919 in Cleveland, Ohio; † 15. August 1996 in New York City, New York; eigentlich Joel McGhee) war ein US-amerikanischer Komponist und Schauspieler.

## Leben
Seneca begann seine Karriere als Sänger in einer Doo-Wop-Gruppe namens The Three Riffs, jedoch ohne nennenswerten kommerziellen Erfolg. Daraufhin verlegte er sich auf das Komponieren. Seine Lieder wurden unter anderem von Al Green, The Beach Boys, James Brown (Talk to Me), Doris Day (Here We Go Again), Aretha Franklin, Brenda Lee (Break It to Me Gently), Ike & Tina Turner (It's Gonna Work Out Fine) und Tom Jones (Darling) interpretiert.
In den frühen 1970er Jahren wandte er sich dem Schauspiel zu und hatte nach Auftritten an kleineren Theatern 1974 sein Broadwaydebüt in einer Produktion von John Steinbecks Von Mäusen und Menschen mit James Earl Jones in der Hauptrolle. 1981 war er neben Elizabeth Taylor in einer Broadway-Produktion von The Little Foxes zu sehen. Zwischen 1984 und 1985 gehörte er zur Originalbesetzung von August Wilsons Ma Rainey's Black Bottom über die Bluessängerin Ma Rainey.
Sein Spielfilmdebüt hatte Seneca 1974 in einer kleinen Nebenrolle in Stoppt die Todesfahrt der U-Bahn 123, es folgten weitere untergeordnete Rollen in Kramer gegen Kramer, The Verdict – Die Wahrheit und nichts als die Wahrheit und Silverado. Eine größere Rolle spielte er 1986 in Walter Hills Crossroads – Pakt mit dem Teufel als Willie Brown, eine weitere größere Rolle hatte er in Streets of New York neben Danny Glover und Matt Dillon. Neben seinen Filmauftritten war er auch als Gaststar in verschiedenen Fernsehserien zu sehen, darunter  Golden Girls, Matlock und Law & Order.
Joe Seneca war verheiratet, er starb an den Folgen einer Asthma-Attacke.

## Filmografie (Auswahl)
- 1974: Stoppt die Todesfahrt der U-Bahn 123 (The Taking of Pelham One Two Three)
- 1977: Wilma Rudolph, die schwarze Gazelle (Wilma, Fernsehfilm)
- 1979: Das Wunder von Pittsburgh (The Fish That Saved Pittsburgh)
- 1979: Kramer gegen Kramer (Kramer vs. Kramer)
- 1982: The Verdict – Die Wahrheit und nichts als die Wahrheit (The Verdict)
- 1984: Der Liquidator (The Evil That Men Do)
- 1984: Nick sitzt in der Klemme (Terrible Joe Moran, Fernsehfilm)
- 1984: Wo das Grauen lauert (The House of Dies Drear, Fernsehfilm)
- 1985: Silverado
- 1985: Spenser (Spenser: For Hire, Fernsehserie, Folge 1x03)
- 1986: Unglaubliche Geschichten (Amazing Stories, Fernsehserie, Folge 1x18)
- 1986: Crossroads – Pakt mit dem Teufel (Crossroads)
- 1987: Die Bill Cosby Show (The Cosby Show, Fernsehserie, Folge 3x25)
- 1987: Ein Aufstand alter Männer (A Gathering of Old Men, Fernsehfilm)
- 1987: Big Shots – Zwei Kids gegen die Unterwelt (Big Shots)
- 1987: Golden Girls (The Golden Girls, Fernsehserie, Folge 3x01)
- 1988: Der Blob (The Blob)
- 1988: Erben des Fluchs (Friday the 13th: The Series, Fernsehserie, Folge 2x02)
- 1989: Der Equalizer (The Equalizer, Fernsehserie, Folge 4x14)
- 1989: Tarzan in Manhattan (Fernsehfilm)
- 1989: Matlock (Fernsehserie, Folge 3x19)
- 1989: In der Hitze der Nacht (In the Heat of the Night, Fernsehserie, Folge 3x06)
- 1990: Mo’ Better Blues
- 1990: Doogie Howser, M.D. (Fernsehserie, Folge 2x06)
- 1991: Mississippi Masala
- 1992: Malcolm X
- 1993: Streets of New York (The Saint of Fort Washington)
- 1993: Law & Order (Fernsehserie, Folge 4x04)
- 1994: Aufruhr in Alabama – Die Geschichte des Vernon Johns (The Vernon Johns Story, Fernsehfilm)
- 1995: SeaQuest DSV (Fernsehserie, Folge 2x15)
- 1996: Die Jury (A Time to Kill)
- 1997: The Longest Memory (Fernsehfilm)

## Broadway
- 1974–1975: Of Mice and Men
- 1981: The Little Foxes
- 1984–1985: Ma Rainey's Black Bottom